# Lysandra jurae
Lysandra jurae är en fjärilsart som beskrevs av Ruggero Verity 1926. Lysandra jurae ingår i släktet Lysandra och familjen juvelvingar. Inga underarter finns listade i Catalogue of Life.